# 高山建築学校
高山建築学校（たかやまけんちくがっこう、英称：Takayama Architecture Seminar School）とは、1972年7月20日開校の、夏季開講の建築学の学校である。岐阜県飛騨市の数河峠の校地にて、毎年8月に完全合宿制のセミナーの開催を活動の中心としている。

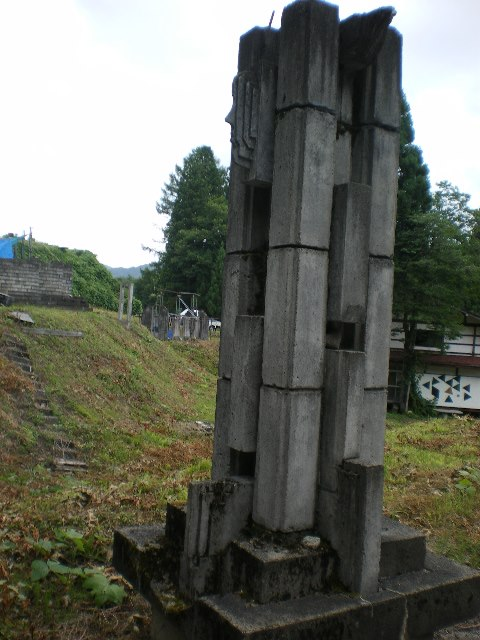
校主･倉田康男の作品

## 概要
校主の倉田康男は、建築家。セルフビルドによる建築哲学の建築家への普及を提唱し、法政大学で教鞭を執っていた1968年に、東京都小金井市にセミナーハウスのピンクハウスを設立した。この施設が、高山建築学校へとつながることとなる。
開校当初から、建築学のみならず、より深く広く建築哲学を学ぶ観点から、思想史家の生松敬三ら多彩な講師が参加していた。また後年では、哲学者の木田元、言語学者の丸山圭三郎が講師に加わるなどユニークな活動を毎夏開催した。主として対象は、建築学を専攻する学生であったが、後述の岡啓輔のように大学に所属しないある意味異色な参加者が容認されるばかりか、活動の中心を担うようになるのを見ても分かるとおり、自由な雰囲気が重視された。また、セルフビルドを学ぶ場であるので、講義だけではなく、参加者が実際にコンクリートなどの資材を用いて作品を完成させるのが、一つの目的とされた。同様に、座学にとどまらない登山やスポーツといった活動も開講中に行うのが通例であった。

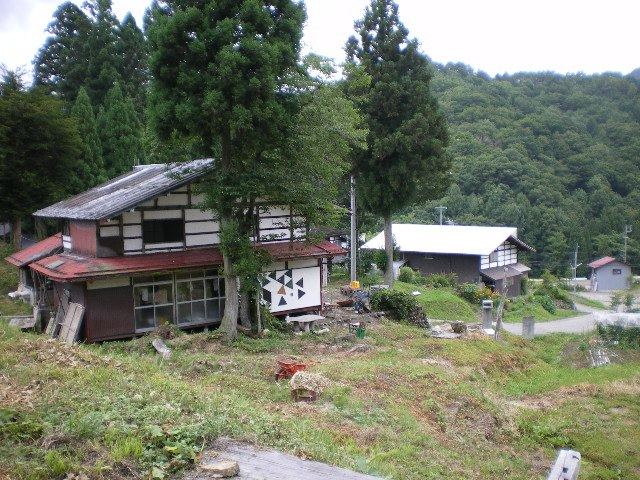
本部（建築学校本部）

## 沿革
校主･倉田康男の構想では、現在の高山建築学校よりも大規模な施設が想定され、その候補地が日本全国に求められた。1970年代の前半に探索されたエリアには、秋田県の能代市、二ツ井町（能代市）、藤里町、長野県の伊那市、岐阜県の神岡町（飛騨市）、上宝村（高山市）などがある。
現・高山建築学校の校地も、本拠地として想定されたものではなく、当時の古川町畦畑地区に本格的な13,000 m2の用地を取得した際の、前進基地、研究基地として購入されたものである。
1972年から1997年まで、すなわち校主の倉田康男の健在の間は、約1ヶ月間の開校期間で各種の講座や活動が継続された。転機となったのは、1998年のことで、病床にあった倉田の病状悪化を契機に、従来の活動を断念して、10日間の開校期間へと活動の縮小を余儀なくされる。そして、2000年7月14日に倉田康男が亡くなると、倉田の私有地として取得された校地での、建築学校の活動継続が危惧される事態となった。
2001年以後、建築学校の活動は、校主代理に就いた吉江庄蔵を中心に、出身者である岡啓輔らが中心となって継続されている。

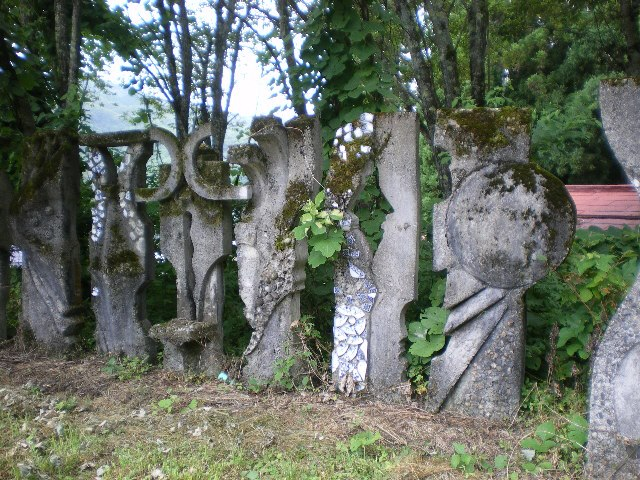
参加者の作品（連作）